# Stąporków Wąskotorowy
Stąporków Wąskotorowy – wąskotorowa stacja kolejowa w Stąporkowie, w województwie świętokrzyskim, w Polsce. Na stacji zatrzymywały się pociągi osobowe i towarowe. Linia została rozebrana.